# Фуэрса Амарилья
«Фуэ́рса Амари́лья» (исп. Club Deportivo Formativo Especializado Fuerza Amarilla Sporting Club) — эквадорский футбольный клуб из города Мачала. На данный момент выступает в Серии B, втором по силе дивизионе страны.

## История
23 декабря 1999 года Хосе Арока создал футбольный клуб «Фуэрса Амарилья» в городе Мачала, административного центра провинции Эль-Оро. Название «Фуэрса Амарилья» с испанского переводится как «жёлтая сила». Клубные цвета жёлто-чёрные. За такую расцветку команда получила прозвище «Осы из Мачалы».
До 2014 года команда играла в третьем по силе футбольном дивизионе, в своем регионе. В 2014 году одержав победу в лиге клуб поднялся в серию Б . Сезон 2015 года во второй по силе футбольной лиге Эквадора для «Фуэрсы Амарильи» оказался успешным, команде удалось сходу заработать серебро и уже следующий сезон клуб начал в серии А.
По результатам сезона 2016 года в серии А клуб добился права принять участие в розыгрыше Южноамериканского кубка, второго по значимости международного клубного турнира Южной Америки. В первом этапе команда смогла пройти чилийский клуб О’Хиггинс (2:0 и 0:1). Но в 1/16 по результатам двухматчевого противостояния клуб уступил колумбийскому Санта-Фе (1:1 и 0:1) и выбыл из соревнования.

## Стадион
Домашние матчи команда проводит на стадионе «9 Мая», который вмещает 16 500 зрителей. Стадион был открыт 9 мая 1955 года. Является домашним для целого ряда футбольных клубов из города Мачала.